# Jaime Clara
Jaime Clara (San José de Mayo, 5 de marzo de 1965) es un periodista, caricaturista y escritor uruguayo.  Es licenciado en Comunicación Social por la Universidad Católica del Uruguay.

## Labor periodística
Incursionó en el ámbito periodístico desde los ocho años, en ocasión de retirar un premio en la emisora CW 41, de San José, donde se quedó a atender los teléfonos. A los 10 años le habían dado su propio espacio en la radio, que se llamaba «Casos, cosas de todo un poco». Desde ese momento, avanzó aceleradamente hacia su carrera periodística. En sus programas desarrolla principalmente un periodismo cultural: trata temas culturales e invita a figuras de la cultura. Sin embargo, también realiza otras labores periodísticas informativas.
Forma parte de Radio Sarandí en la cual conduce desde el 8 de diciembre de 2001 el ciclo Sábados Sarandí, los sábados desde la mañana hasta el mediodía. En ocasión de la celebración de los 10 años del ciclo, Clara declaró que por el programa habían pasado 3886 invitados. Cuenta con la participación especial del crítico literario Rodolfo Fattoruso en la columna denominada «Biblioteca Sarandí».
Es en dicha emisora donde también formó parte del ciclo Al pan pan junto a Sergio Puglia  y en la actualidad la edición matinal de Informativo Sarandí. 
En el 2013 debutó en televisión conduciendo el programa Por amor al arte en el canal Nuevo Siglo, junto a Malena Rodríguez.Posteriormente participó en algunas ediciones del programa Esta boca es mía de Teledoce y formó parte en la misma cadena de la primera mañana de Desayunos informales hasta retirarse.  En 2022 comenzó a conducir el programa Buen día de Canal 4 y en 2023 se convirtió en el presentador de la edición central de Telenoche. 
En septiembre de 2016 se publicó el ensayo Una mirada al periodismo cultural: Jaime Clara y Sábado Sarandí escrito por Claudia Amengual.

## Polémica
En septiembre de 2019, como funcionario del Ministerio de Ganadería, Agricultura y Pesca, se encontró en el centro de una polémica mediática en torno a las condiciones de su pase en comisión, sin cumplimiento de horario fijo y en posible conflicto de intereses, por dependencia jerárquica del senador Pablo Mieres, del Partido Independiente.

## Obras
- Sin pecado un adorno (1999) (poesía).
- En campaña, una mirada sobre propaganda y marketing político (2009) (ensayo).
- Es inmensa la noche (2011) (poesía).
- La terrible presión de la nada (Seix Barral, 2015) (cuentos).